# ورمز (لعبة فيديو 1995)
ورمز (بالإنجليزية: Worms)‏ هي لعبة استيراتيجية حربية ثنائية الأبعاد تم تطويرها بواسطة تيم17 وتم إصدارها في عام 1995. إنها أول لعبة في سلسلة ورمز لألعاب الفيديو. إنها لعبة تعتمد على الأدوار حيث يتحكم اللاعب في فريق من الديدان ضد فرق أخرى من الديدان التي يتحكم فيها كمبيوتر أو خصم بشري. الهدف هو استخدام أسلحة مختلفة لقتل الديدان في الفرق الأخرى والحصول على آخر دودة على قيد الحياة.

## أسلوب اللعب
ورمز هي لعبة مدفعية تعتمد على تبادل الأدوار، شبيهة بألعاب أخرى مبكرة في هذا النوع مثل سكورتشد ايرث. يتحكم كل لاعب في فريق مكون من عدة ديدان. أثناء سير اللعبة، يتناوب اللاعبون في اختيار أحد ديدانهم. ثم يستخدمون أي أدوات وأسلحة متوفرة لمهاجمة وقتل ديدان الخصم، وبالتالي الفوز باللعبة. قد تتحرك الديدان حول التضاريس بعدة طرق، عادةً عن طريق المشي والقفز ولكن أيضًا باستخدام أدوات معينة مثل "Bungee" و "Ninja Rope"، للانتقال إلى مناطق يصعب الوصول إليها. كل منعطف محدد بوقت لضمان عدم قيام اللاعبين بتعطيل اللعبة بالتفكير المفرط أو الحركة. يمكن تعديل المهلة الزمنية في بعض الألعاب في سلسلة ورمز.
قد يتوفر أكثر من خمسين سلاحًا وأداة في كل مرة يتم لعب اللعبة، ويمكن حفظ مجموعات مختلفة من الأسلحة والأدوات في «مخطط» لسهولة الاختيار في الألعاب المستقبلية. تسمح إعدادات المخطط الأخرى بخيارات مثل نشر صناديق التعزيز، والتي يمكن من خلالها الحصول على أسلحة إضافية، والموت المفاجئ حيث يتم الاندفاع باللعبة إلى نهايتها بعد انتهاء المهلة الزمنية. تنص بعض الإعدادات على إدراج كائنات مثل الألغام الأرضية والبراميل المتفجرة.
عندما يتم استخدام معظم الأسلحة، فإنها تسبب انفجارات تشوه التضاريس، مما يخلق تجاويف دائرية. إذا أصيبت دودة بسلاح، فإنها ستفقد صحتها. ستموت الدودة التي فقدت صحتها بتفجير نفسها وترك علامة قبر. يمكن أن تموت الديدان أيضًا من خلال رميها من جانب الخريطة أو بالسقوط في الماء عند قاعدة الخريطة.

## التطوير

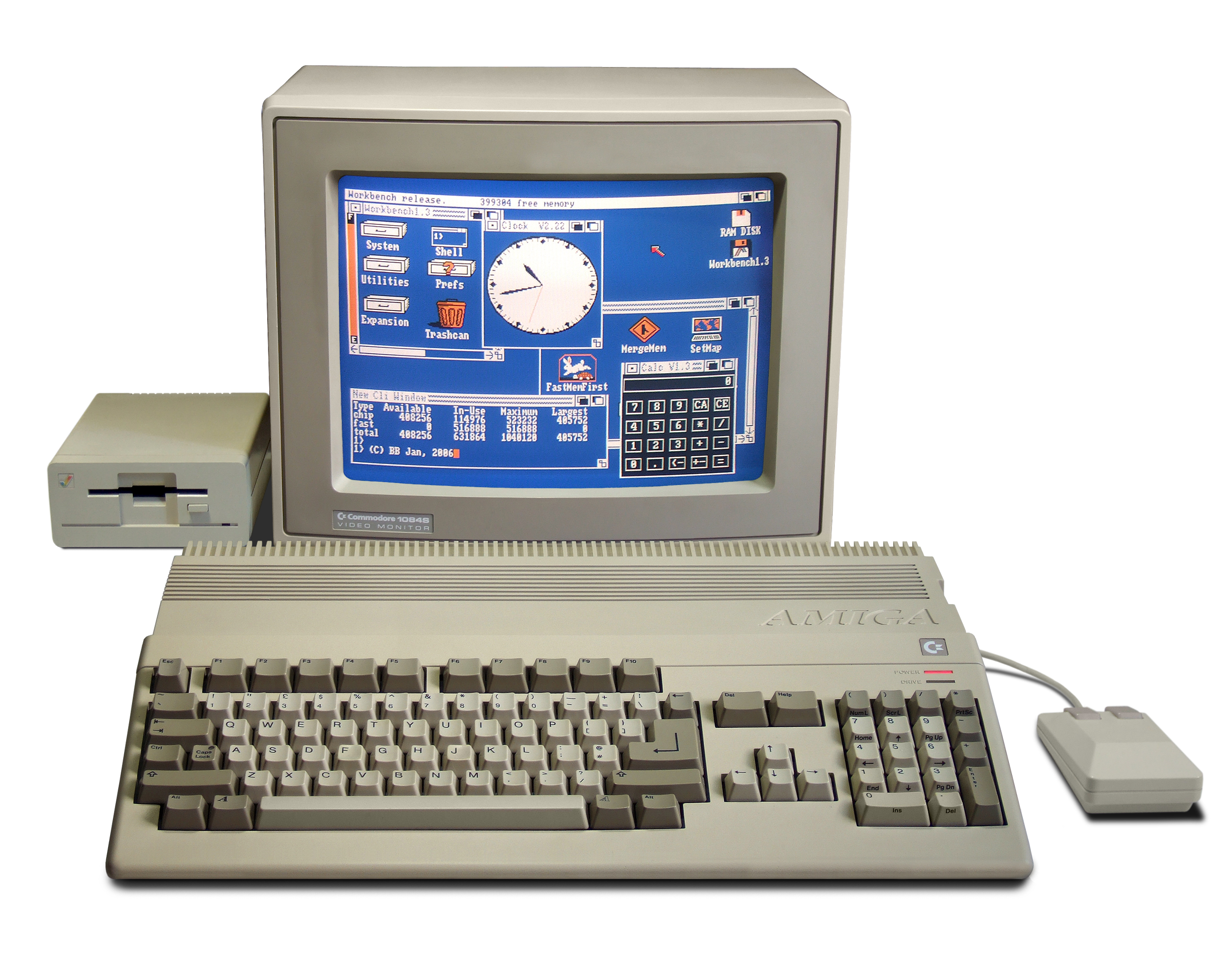
بدأت ورمز في الأصل كتجربة ترفيهية بواسطة آندي ديفيدسون على آلة حاسبة بيانية بواسطة كايسو قبل نقل التطوير على أميغا.

كانت ورمز من بنات أفكار آندي ديفيدسون، وهو موظف في متجر كمبيوتر غير معروف في ذلك الوقت ومعجب بأجهزة الكمبيوتر الصغيرة أميغا منذ عام 1987، والذي بدأ العمل في المشروع في عام 1990 تحت اسم أرتيلي استنادًا إلى ألعاب دبابات سابقة من عصر 8 بت باستخدام رسم بياني من كايزو آلة حاسبة كتجربة للتسلية الخاصة به. نقل ديفيدسون لاحقًا تطوير المدفعية إلى أميغا في أغسطس 1993، مما سمح بتوسيع فكرته أكثر، مما دفعه إلى إدخال عناصر جديدة وأسلوب رسومي لتمييز مشروعه عن أسلافه الروحيين. أراد ديفيدسون تحقيق نفس جودة الرسوم المتحركة والفكاهة التي رأيناها في ليمينغز، مما دفعه إلى توظيف الديدان كشخصيات لمشروعه بعد الخوض في تجارب مختلفة من خلال ديلوكس باينت.
مع إضافة الديدان إلى أفكاره واستلهامًا من مسابقة البرمجة بليتز بايسك التي أجرتها مجلة أميغا فورمات، أعاد ديفيدسون تسمية مشروعه من أرتيلي إلى توتل ورمآيج (ربما في إشارة إلى توتل كارنايج)، ويضم 55000 مستوى ومنشورات قارنتها بكلتا ليمينغز وكانون فوردر نظرًا لأسلوبها المرئي وموضوعها، الذي ادعى ماركوس دايسون مدير مشروع تيم17 أنه تم التخطيط لـ «التقاطع» منذ البداية. ومع ذلك، فإن دخول ديفيدسون لم يفز بالمسابقة ولم يصل إلى أي مكان للتصنيف. ثم عرض ديفيدسون مشروعه على عدة ناشرين دون نجاح، قبل عرض لعبته خلال ECTS في سبتمبر 1994، حيث التقى بالمؤسس المشارك لفريق تيم17. قدم لـ تيم17 عرضًا فوريًا لتطويره ونشره. يتم إنشاء تصميمات المستوى بشكل عشوائي عن طريق استخدام سلسلة أبجدية رقمية كبذورها. يتم ترتيب الأشياء ومجموعات المناظر الطبيعية المستخدمة لإنشاء الحقل في موضوعات تشمل الغابات وتضاريس المريخ والشواطئ والجحيم.

## الإصدار
أُطلِقَت ورمز لأول مرة في أوروبا لجهاز أميغا في 17 نوفمبر 1995 بواسطة  أوشن سوفت وير. تشمل المنافذ التجارية المعروفة الأخرى للعبة: أميغا سي دي32 وأتاري جاغوار وغيم بوي وماكنتوش وإم إس-دوس وبلاي ستيشن وميجا درايف وسيغا ساترن وسوبر نينتندو. كان إصدار أمريكا الشمالية من إصدار بلاي ستيشن موضوع مفاوضات كبيرة، حيث كان لدى سوني كمبيوتر إنترتينمنت الأمريكية سياسة ضد الألعاب ثنائية الأبعاد التي يتم نشرها للنظام. كان تحويل ساترن منفذًا مباشرًا لإصدار بلاي ستيشن.
نُشِرَ إصدار جاغوار بواسطة تيليغيمز في 15 مايو 1998؛ أعلنت تيليغيمز عن إصدار هذا الإصدار بعد أن أصبحت آخر ناشر برامج متبقٍ لجاغوار ومثل جميع الألعاب الأخرى التي تم نشرها بعد توقف النظام، يمكن شراء ورمز إما من خلال الطلب المباشر من مواقع تيليغيمز في الولايات المتحدة والمملكة المتحدة أو تجار التجزئة المختارين مثل إي بي غيمز. كما كان بمثابة اللقب النهائي المرخص لأتاري الذي سيتم إصداره لجاغوار؛ قبل شهرين، في 13 مارس 1998، باعت شركة JTS جميع أصول شركة أتاري، بما في ذلك اسم أتاري، إلى هاسبرو إنتراكتيف، والتي، بعد عام واحد، ستطلق جميع حقوق أتاري جاغوار في المجال العام.

### النسخ الملغية
في عام 1995، بدأ فريق تيم17 التطوير على نسخة من لعبة ورمز لمنصة فيرتشوال بوي. كان من المقرر نشر اللعبة بواسطة أوشن سوفت وسر، ولكن تم إلغاؤها بعد أسابيع فقط من تطويرها نتيجة لإيقاف نينتندو عن دعم المنصة. تم التخطيط لنسخة سيجا 32إكس من اللعبة أيضًا ولكن لم يتم إصداره أيضًا.

### حزمة التوسع
ورمز رينفورسيمينتز (بالإنجليزية: Worms Reinforcements)‏ (1996) عبارة عن حزمة توسعة لورمز، والتي تم دمجها لاحقًا مع اللعبة الأصلية لإنشاء ورمز أند رينفورسيمينتز يونايتد (المعروف أيضًا باسم ورمز يونايتد أو ورمز يو تي دي.) في نفس العام. تم إصداره للكمبيوتر الشخصي فقط، وأضاف حملة لاعب واحد والقدرة على إضافة مستويات مخصصة وحزم الصوت (التي كانت متاحة بالفعل لإصدار أميغا)، بالإضافة إلى تسلسلات الفيديو بالحركة الكاملة.

## التقييم
| نتائج المراجعة نشرة نقاط أميغا أتاري جاغوار أميغا سي دي32 ماكنتوش حاسوب بلاي ستيشن ساترن ميجا درايف سوبر نينتندو أول غيم غ/م غ/م غ/م غ/م غ/م غ/م غ/م غ/م كمبيوتر آند فيديو غيمز غ/م غ/م غ/م غ/م غ/م غ/م غ/م غ/م إلكترونك غيمينغ مونثلي غ/م غ/م غ/م غ/م غ/م غ/م 8.625/10 غ/م غ/م غيم سبوت غ/م غ/م غ/م غ/م 7.6/19 غ/م غ/م غ/م غ/م آي جي إن غ/م غ/م غ/م غ/م غ/م 8/10 غ/م غ/م غ/م نيكست جينرايشن غ/م غ/م غ/م غ/م غ/م غ/م غ/م مجلة بلاي ستيشن الرسمية (المملكة المتحدة) غ/م غ/م غ/م غ/م غ/م 7/10 غ/م غ/م غ/م مجلة بلاي غ/م غ/م غ/م غ/م غ/م 92% غ/م غ/م غ/م فيديو غيمز (DE) غ/م غ/م غ/م غ/م 85% 85% 70% 67% أميغا فورمات 90% غ/م 85% غ/م غ/م غ/م غ/م غ/م غ/م أميغا كومبوتينغ 91% غ/م غ/م غ/م غ/م غ/م غ/م غ/م غ/م أميغا باور 60% غ/م غ/م غ/م غ/م غ/م غ/م غ/م غ/م غيم بلايرز غ/م غ/م غ/م غ/م غ/م غ/م 94% غ/م غ/م غيمز ماستر غ/م غ/م غ/م غ/م غ/م غ/م 86/100 64/100 غ/م مين ماشين سيجا غ/م غ/م غ/م غ/م غ/م غ/م 87/100 79/100 غ/م مايكرو مينيا غ/م غ/م غ/م غ/م 94/100 غ/م غ/م غ/م غ/م أبسولوت بلاي ستيشن غ/م غ/م غ/م غ/م غ/م 9/10 غ/م غ/م غ/م مجلة كومينغ سون غ/م غ/م غ/م غ/م 86% غ/م غ/م غ/م غ/م سي يو أميغا 94% غ/م 95% غ/م غ/م غ/م غ/م غ/م غ/م فان جينرايشن غ/م غ/م غ/م غ/م غ/م 10/10 10/10 غ/م غ/م غيمرز زون غ/م غ/م غ/م غ/م غ/م غ/م غ/م غ/م جينرايشن 4 غ/م غ/م غ/م 93% غ/م غ/م غ/م غ/م مجلة جوي باد غ/م غ/م غ/م غ/م غ/م 92% غ/م غ/م غ/م ماك أديكت غ/م غ/م غ/م غ/م غ/م غ/م غ/م غ/م مان!أيه سي غ/م غ/م غ/م غ/م غ/م 76% 76% 69% 69% مكسيموم غ/م غ/م غ/م غ/م غ/م غ/م غ/م سيجا باور غ/م غ/م غ/م غ/م غ/م غ/م 60/100 78/100 غ/م مجلة سيغا ساترن غ/م غ/م غ/م غ/م غ/م غ/م 90% غ/م غ/م |       |              |               |           |           |             |           |            |              |
| نتائج المراجعة |       |              |               |           |           |             |           |            |              |
| نشرة | نقاط  | نقاط         | نقاط          | نقاط      | نقاط      | نقاط        | نقاط      | نقاط       | نقاط         |
| نشرة | أميغا | أتاري جاغوار | أميغا سي دي32 | ماكنتوش   | حاسوب     | بلاي ستيشن  | ساترن     | ميجا درايف | سوبر نينتندو |
| أول غيم | غ/م   | غ/م          | غ/م           | غ/م       | غ/م       | 4.5/5 stars | غ/م       | غ/م        | غ/م          |
| كمبيوتر آند فيديو غيمز | غ/م   | غ/م          | غ/م           | غ/م       | غ/م       | غ/م         | غ/م       | 2/5 stars  | غ/م          |
| إلكترونك غيمينغ مونثلي | غ/م   | غ/م          | غ/م           | غ/م       | غ/م       | غ/م         | 8.625/10  | غ/م        | غ/م          |
| غيم سبوت | غ/م   | غ/م          | غ/م           | غ/م       | 7.6/19    | غ/م         | غ/م       | غ/م        | غ/م          |
| آي جي إن | غ/م   | غ/م          | غ/م           | غ/م       | غ/م       | 8/10        | غ/م       | غ/م        | غ/م          |
| نيكست جينرايشن | غ/م   | غ/م          | غ/م           | غ/م       | غ/م       | 4/5 stars   | 4/5 stars | غ/م        | غ/م          |
| مجلة بلاي ستيشن الرسمية (المملكة المتحدة) | غ/م   | غ/م          | غ/م           | غ/م       | غ/م       | 7/10        | غ/م       | غ/م        | غ/م          |
| مجلة بلاي | غ/م   | غ/م          | غ/م           | غ/م       | غ/م       | 92%         | غ/م       | غ/م        | غ/م          |
| فيديو غيمز (DE) | غ/م   | 5/5 stars    | غ/م           | غ/م       | غ/م       | 85%         | 85%       | 70%        | 67%          |
| أميغا فورمات | 90%   | غ/م          | 85%           | غ/م       | غ/م       | غ/م         | غ/م       | غ/م        | غ/م          |
| أميغا كومبوتينغ | 91%   | غ/م          | غ/م           | غ/م       | غ/م       | غ/م         | غ/م       | غ/م        | غ/م          |
| أميغا باور | 60%   | غ/م          | غ/م           | غ/م       | غ/م       | غ/م         | غ/م       | غ/م        | غ/م          |
| غيم بلايرز | غ/م   | غ/م          | غ/م           | غ/م       | غ/م       | غ/م         | 94%       | غ/م        | غ/م          |
| غيمز ماستر | غ/م   | غ/م          | غ/م           | غ/م       | غ/م       | غ/م         | 86/100    | 64/100     | غ/م          |
| مين ماشين سيجا | غ/م   | غ/م          | غ/م           | غ/م       | غ/م       | غ/م         | 87/100    | 79/100     | غ/م          |
| مايكرو مينيا | غ/م   | غ/م          | غ/م           | غ/م       | 94/100    | غ/م         | غ/م       | غ/م        | غ/م          |
| أبسولوت بلاي ستيشن | غ/م   | غ/م          | غ/م           | غ/م       | غ/م       | 9/10        | غ/م       | غ/م        | غ/م          |
| مجلة كومينغ سون | غ/م   | غ/م          | غ/م           | غ/م       | 86%       | غ/م         | غ/م       | غ/م        | غ/م          |
| سي يو أميغا | 94%   | غ/م          | 95%           | غ/م       | غ/م       | غ/م         | غ/م       | غ/م        | غ/م          |
| فان جينرايشن | غ/م   | غ/م          | غ/م           | غ/م       | غ/م       | 10/10       | 10/10     | غ/م        | غ/م          |
| غيمرز زون | غ/م   | غ/م          | غ/م           | غ/م       | 4/5 stars | غ/م         | غ/م       | غ/م        | غ/م          |
| جينرايشن 4 | غ/م   | غ/م          | غ/م           | 5/5 stars | 93%       | غ/م         | غ/م       | غ/م        | غ/م          |
| مجلة جوي باد | غ/م   | غ/م          | غ/م           | غ/م       | غ/م       | 92%         | غ/م       | غ/م        | غ/م          |
| ماك أديكت | غ/م   | غ/م          | غ/م           | 3/5 stars | غ/م       | غ/م         | غ/م       | غ/م        | غ/م          |
| مان!أيه سي | غ/م   | غ/م          | غ/م           | غ/م       | غ/م       | 76%         | 76%       | 69%        | 69%          |
| مكسيموم | غ/م   | غ/م          | غ/م           | غ/م       | 3/5 stars | غ/م         | 3/5 stars | غ/م        | غ/م          |
| سيجا باور | غ/م   | غ/م          | غ/م           | غ/م       | غ/م       | غ/م         | 60/100    | 78/100     | غ/م          |
| مجلة سيغا ساترن | غ/م   | غ/م          | غ/م           | غ/م       | غ/م       | غ/م         | 90%       | غ/م        | غ/م          |

حققت اللعبة نجاحًا تجاريًا. بحلول مارس 1996، وصلت مبيعاتها إلى ما يقرب من 250.000 نسخة، بعد إصدارها في نوفمبر 1995. في جميع موانئها، بيعت اللعبة في النهاية أكثر من 5 ملايين وحدة بحلول عام 2006.
انقسم النقاد بحدة. بمراجعة إصدار ساترن، أشادت مجلة سيجا ساترن بشكل خاص بالتعقيد غير المتوقع لورمز ومتعة وضع تعدد اللاعبين ، ووصفتها بأنها «اللعبة الأكثر قابلية للعب لضرب ساترن حتى الآن.»
علق مكسيم قائلاً: «في الأساس، الديدان هي قوارض، لكنها بدون الألغاز والأسلحة بدلاً من ذلك.» بينما صرحوا بشدة أنهم وجدوا اللعبة مملة وغير جذابة، فقد أقروا بأنها كانت محبوبة جيدًا من قبل اللاعبين.
جادل أحد منتقدي نيكست جينرايشن في حين أن اللعبة تشبه ليمينغز في فحص سريع، فهي في الواقع أكثر تشابهًا مع مانون فودر. مشيدًا بالحاجة إلى كل من الإستراتيجية والمهارة، والتصميم متعدد اللاعبين، والمناظر الطبيعية التي تم إنشاؤها عشوائيًا، ووصف ورمس بأنها «نوع من الألعاب التي لا تقدم أعذارًا لافتقارها إلى المضلعات المعينة بالملمس أو أسلوب لعبها البسيط. ورمس هي لعبة ممتعة بروح معدية وقيمة إعادة لا نهاية لها تقريبًا.»
لخص المدرب كايل من غيم برو أن «المفهوم الفكاهي لا يؤتي ثماره أبدًا في الديدان.» وانتقد أن صغر حجم الشخصيات وأسلحتها يجعلها غير جذابة وحتى يصعب تمييزها. بينما كان السماح باستخدام الأسلحة المختلفة أمرًا مثيرًا للاهتمام في البداية، فقد وجد أن الحركة بطيئة للغاية ومتكررة لدرجة لا تسمح لها بالحفاظ على الاهتمام.
علق المراجعون الأربعة لإلكترونك غيمينغ مونثلي قائلاً: «تتمتع بعض الألعاب برسومات رائعة وتحكم رائع، لكن ورمز لا تحتاج أيضًا لأن عامل المتعة هو 10+. مع قدرة متعددة اللاعبين تصل إلى أربعة أشخاص، تعد ورمز واحدة من تلك الألعاب التي هي فريدة من نوعها، فهي لا تتناسب مع أي فئة - باستثناء المبتكرة والمسببة للإدمان بشكل لا يصدق.»
انتقدت غيم سبوت البطء في الجلسات الكبيرة متعددة اللاعبين وعدم دقة عناصر التحكم في لوحة المفاتيح، ولكن، مثل مجلة سيجا ساترن، أشادوا بمزيج من بساطة السطح والتعقيد الأساسي، ولخص ذلك «مثل لعبة اللوح عطيل، تستغرق ورمز بضع دقائق فقط تتعلم، ولكن قد يستغرق إتقانها مدى الحياة.»
على العكس من ذلك، وصفت مراجعة أميغا باور، المكتوبة بأسلوب مسابقة شخصية في المجلات، أثناء الإشادة بتفاصيل الرسوم المتحركة، الاختلالات المحبطة، خاصة فيما يتعلق بوضع تعدد لاعبين 16 لاعبًا، وكانت تنتقد صفاوة اللعبة في النكتة.
حازت اللعبة على المركز الثاني في لعبة الإستراتيجية لهذا العام من إلكترونك غيمينغ مونثلي (خلف دراغون فورس).

تم تضمين ورمز كواحد من العناوين في كتاب 2010: 1000 لعبة فيديو ولعبة التي يجب أن تلعبها قبل أن تموت.

## روابط خارجية
- ورمز على موقع IMDb (الإنجليزية)